# Figowiec benjamina

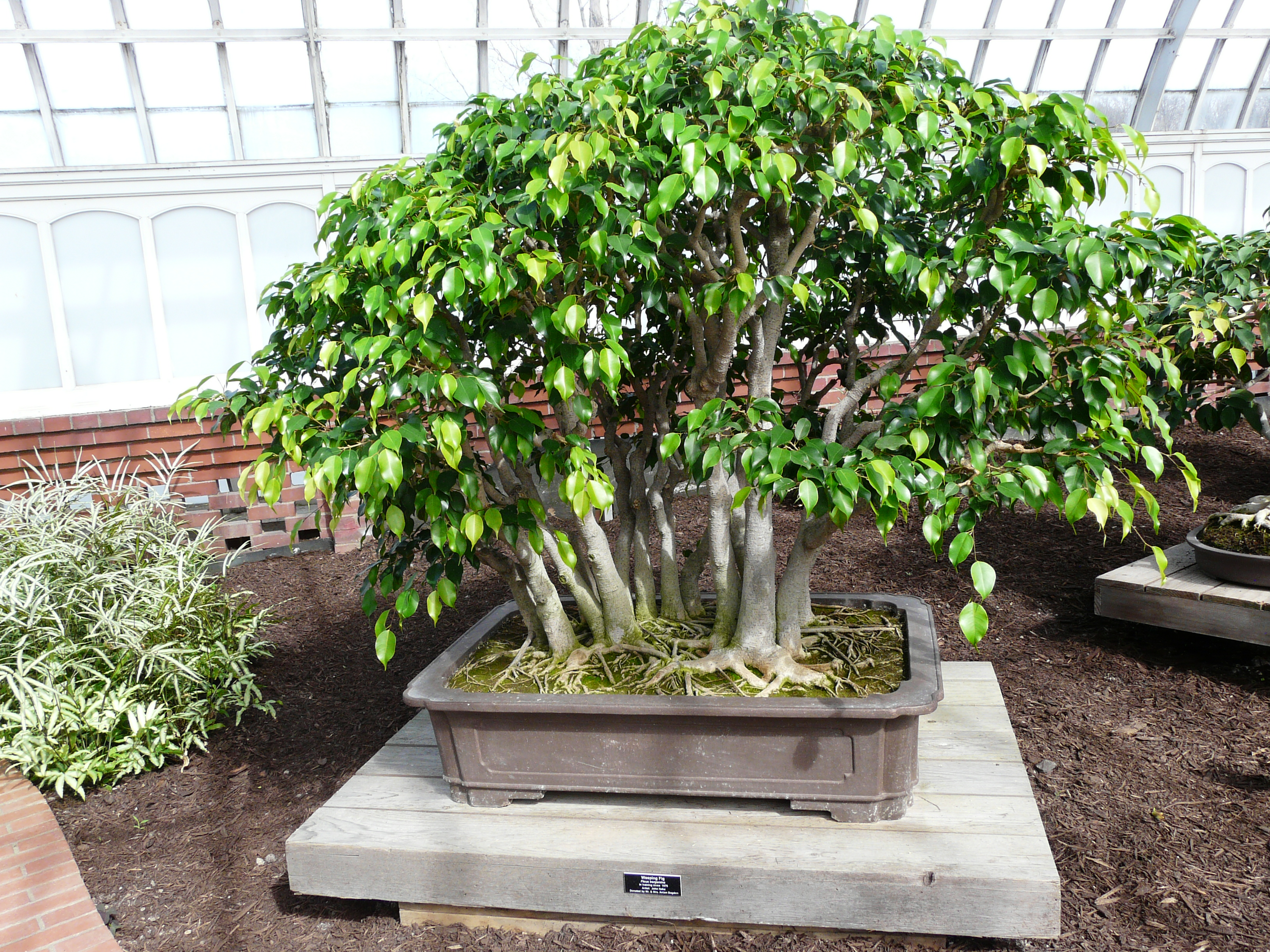
Figowiec w uprawie bonsai

Figowiec benjamina (Ficus benjamina L.) – gatunek rośliny z rodziny morwowatych. Występuje naturalnie od południa Azji po północną Australię i Wyspy Salomona. Jest oficjalnym drzewem miasta Bangkok w Tajlandii. W Polsce jest często uprawiany jako doniczkowa roślina ozdobna.

## Morfologia
PokrójW swoim naturalnym środowisku drzewo osiągające wysokość do 30 m. Ma delikatne, zwieszające się w dół gałęzie.
LiścieEliptyczne, ostro zakończone, żywozielone, skórzaste, błyszczące, zwisające w dół. Istnieją odmiany o jasnozielonych liściach z białym obrzeżeniem.

## Zastosowanie
- Roślina ozdobna – jako roślina doniczkowa jest warta uprawy ze względu na drzewkowaty pokrój, przewieszające się gałązki, małe, spiczasto zakończone liście. W starszym wieku zajmuje dużo miejsca.

## Uprawa
- Podłoże: żyzna i przepuszczalna gleba.
- Oświetlenie: jasne, należy chronić przed bezpośrednim słońcem.
- Temperatura i wilgotność: umiarkowana do wysokiej.
- Nawożenie: co 2 tygodnie. Zimą okazjonalnie.
- Podlewanie: kiedy przeschnie powierzchnia podłoża. W niższych temperaturach należy zredukować podlewanie. Zimą należy zraszać liście.
- Rozmnażanie: przez sadzonki wierzchołkowe. Ponieważ roślina zawiera sok mleczny, który hamuje wytwarzanie korzeni, należy sadzonkę przez kilkanaście minut trzymać w wodzie, aż sok zaschnie na końcu pędu, wówczas należy go usunąć.

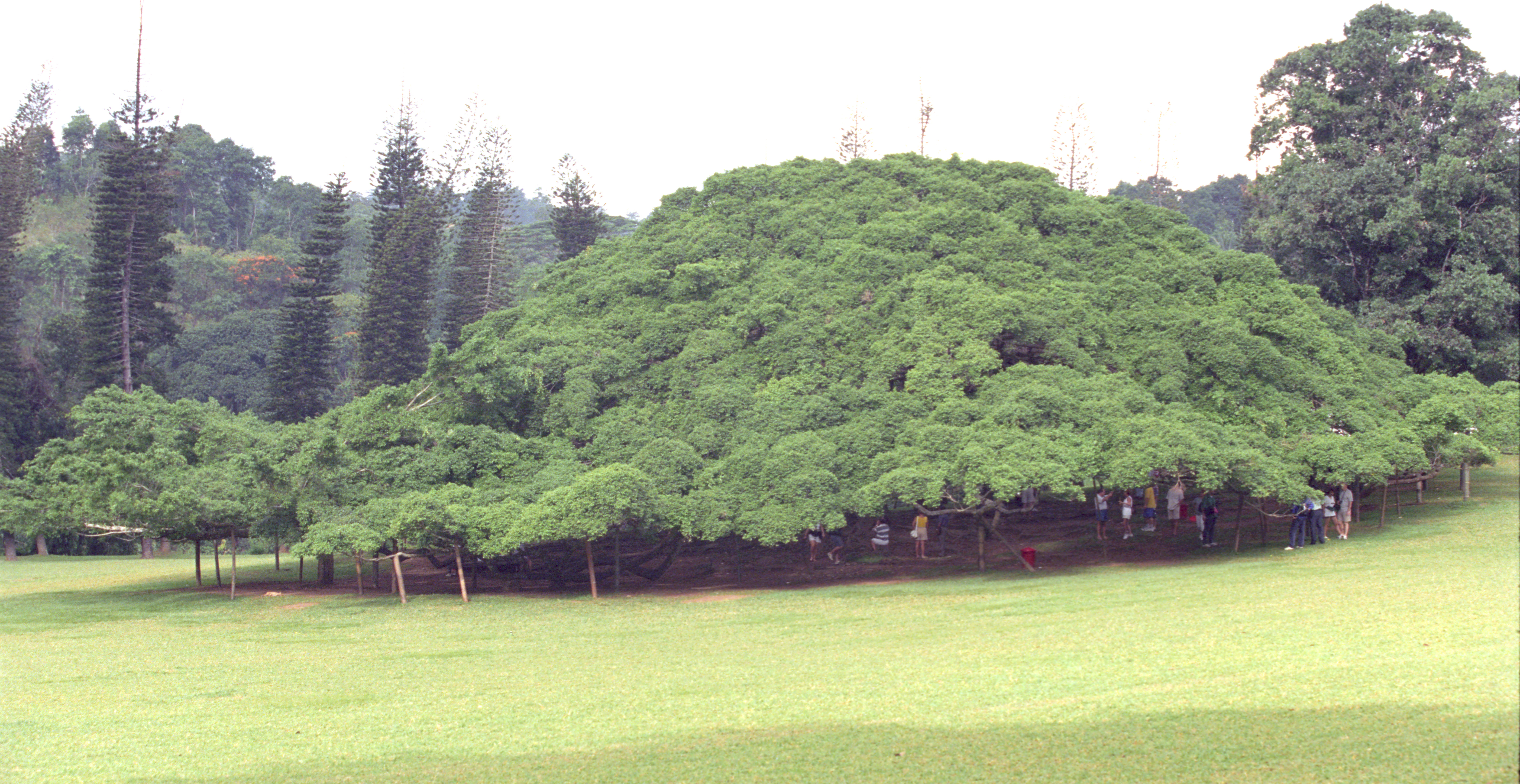
Figowiec Benjamina w Królewskim Ogrodzie Botanicznym, Peradeniya, Sri Lanka. Prawdopodobnie największy figowiec świata

## Właściwości
Usuwa z pomieszczeń szkodliwy formaldehyd z szybkością 9 µg/h.

## Przypisy

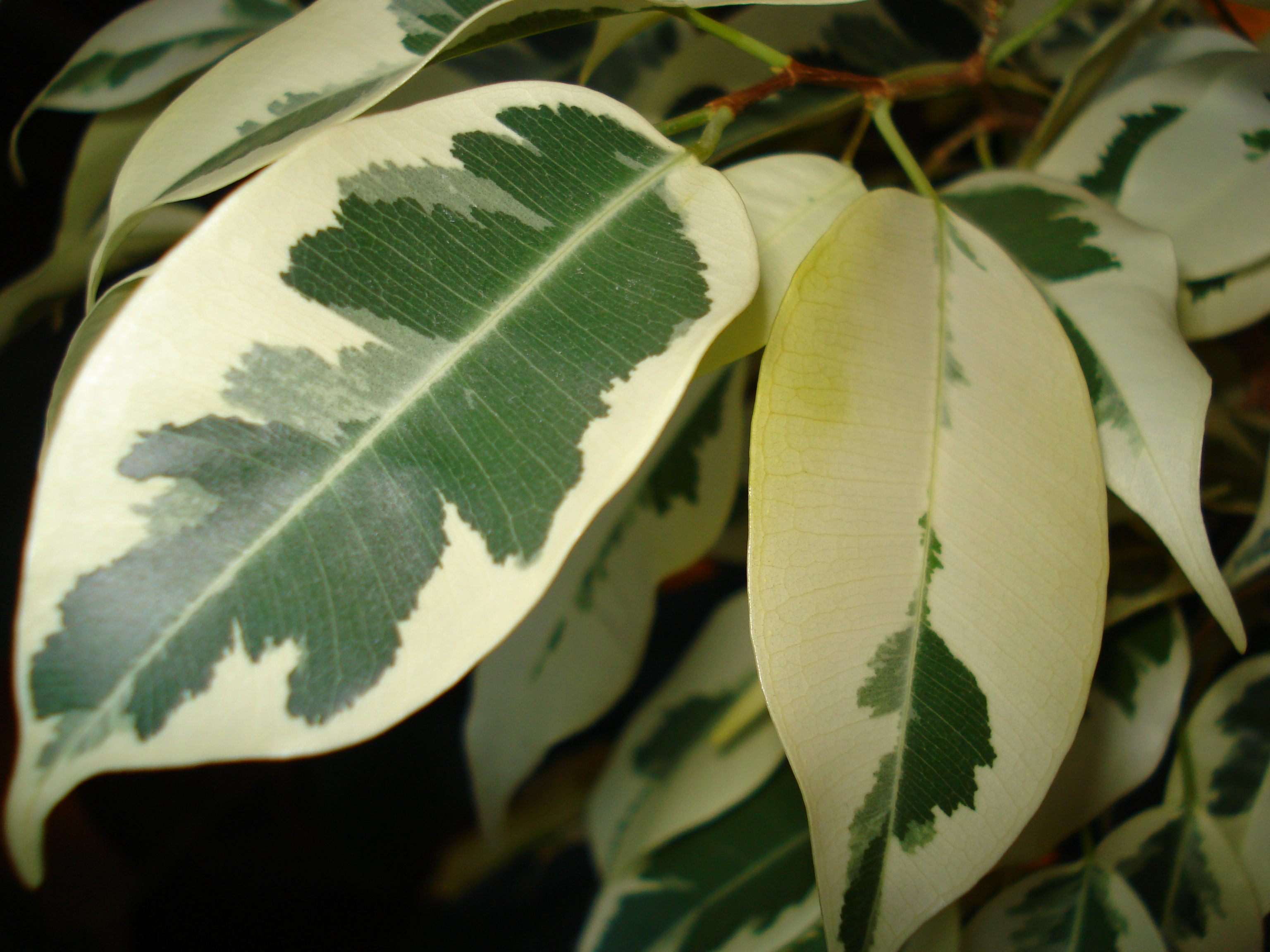
Odmiana `Variegata` o ozdobnych liściach z białymi wybarwieniami